# Олишівське підземне сховище газу
Олишівське підземне сховище газу — газосховище, створене для підвищення надійності газопостачання та регулювання сезонної нерівномірності транспортування газу в районі Києва, перший об'єкт такого роду в Україні. 

## Розташування
Олишівське підземне сховище розташоване поблизу селища Олишівка Чернігівського району Чернігівської області та зв'язане із так само першим магістральним газопроводом України Дашава — Київ — Москва.
Розташування сховища викликане його особливістю, що полягає у необхідності максимального скорочення нейтрального періоду після закачування з метою: недопущення розтікання газу; максимальної економії пластової енергії в умовах значного перевищення пластового тиску штучних газових покладів в кінці періоду закачування над тиском в оточуючій водоносній області.

## Історія
Особливістю сховища є його спорудження у водоносних горизонтах (тоді як абсолютна більшість ПСГ України створені на базі виснажених газових родовищ). Розвідувальні роботи тут почались у 1959 році, а дослідне нагнітання газу в водоносний пласт —  25 травня 1964 року.
У березні 2022 р. під час обстрілу російськими окупаційними військами села Олишівка (Чернігівська область) у будівлю на території підземного газосховища влучив снаряд. Пошкоджено насосну станцію подачі метанолу на майданчик газозбірного пункту. Персонал газосховища терміново евакуйований. Із комунікацій майданчика газозбірного пункту стравлений газ. Всі зовнішні комунікації відключені.

## Характеристики
Проектний активний об'єм газу у сховищі — 310 млн. м³, загальний (з урахуванням буферного газу) 660 млн. м³. Для функціонування ПСГ пробурено 61 свердловину, у тому числі 40 експлуатаційно-нагнітальних. Компресорна станція родовища обладнана 10 установками ГМК-10.
Окрім газопроводу Дашава — Київ — Москва, Олишівське сховище з'єднане перемичкою із Червонопартизанським ПСГ. 